# Mistrzostwa Świata FIBT 1977
Mistrzostwa Świata FIBT 1977 odbyły się w dniu 18 lutego 1977 w szwajcarskiej miejscowości Sankt Moritz, gdzie rozegrano konkurencję męskich dwójek i czwórek bobslejowych.

## Dwójki
- Data: 18 lutego 1977

| Miejsce | Państwo    | Zawodnik                           | Czas |
| ------- | ---------- | ---------------------------------- | ---- |
| 1       | Szwajcaria | Hans Hiltebrand Heinz Meier        | -    |
| 2       | Szwajcaria | Fritz Lüdi Hansjörg Trachsel       | -    |
| 3       | RFN        | Stefan Gaisreiter Manfred Schumann | -    |

## Czwórki
- Data: 18 lutego 1977

| Miejsce | Państwo    | Zawodnik                                                                  | Czas |
| ------- | ---------- | ------------------------------------------------------------------------- | ---- |
| 1       | NRD        | Meinhard Nehmer Bernhard Germeshausen Hans-Jürgen Gerhardt Raimund Bethge | -    |
| 2       | Szwajcaria | Erich Schärer Ulrich Bächli Rudolf Marti Joseph Benz                      | -    |
| 3       | RFN        | Jakob Resch Herbert Berg Fritz Ohlwärter Walter Barfuss                   | -    |

## Tabela medalowa
| Miejsce | Państwo    |   |   |   | Razem |
| ------- | ---------- | - | - | - | ----- |
| 1.      | Szwajcaria | 1 | 2 | 0 | 3     |
| 2.      | NRD        | 1 | 0 | 0 | 1     |
| 3.      | RFN        | 0 | 0 | 2 | 2     |